# Frederick Fortune
Pour les articles homonymes, voir Fortune.
Frederick Joseph Fortune, né le 1er avril 1921 à Lake Placid et mort le 20 avril 1994 à Burlington, est un bobeur américain.

## Biographie
Frederick Fortune participe aux Jeux olympiques de 1948 à Saint-Moritz. Il remporte la médaille de bronze en bob à deux avec son coéquipier américain Schuyler Carron.

## Palmarès

### Jeux Olympiques
- : médaillé de bronze en bob à 2 aux JO 1948.

### Championnats monde
- : médaillé de bronze en bob à 2 aux championnats monde de 1949 et 1950.
- : médaillé de bronze en bob à 2 aux championnats monde de 1965.